# Зосма
Зосма (Дельта Лева, δ Leo) — зоря, що розташована в зодіакальному сузір'ї Лева. Вона має традиційні назви Зосма (або Зозма) і Духр. Серед рідкісних написань: Зозка, Зоска, Зубра і Дгур. В перекладі з давньогрецької «зоска» означає «пояс» і названа так за місцем її розташування на тілі лева. Вимірювання паралакса показали, що відстань до зорі становить близько 58,4 світлових років (17,9 парсеків).

## Характеристики
Зосма — це доволі звичайна зоря головної послідовності, яка має спектральний клас A4 V, що робить її трохи більшою й гарячішою від Сонця. Це добре досліджена зоря, а її вік і розмір досить точно визначені. Радіус зорі, виміряний безпосередньо за допомогою інтерферометра, становить близько 214% сонячного, а її світність більш ніж у 15 разів перевищує сонячну. Зоря випромінює енергію із зовнішньої оболонки, яка має ефективну температуру 8296 K, що робить її білою зорею класу А. Більша від сонячної маса зорі означає, що її життя буде коротшим. Десь через 600 мільйонів років вона розпухне до розміру помаранчевого або червоного гіганта, після чого швидко перетвориться на білий карлик.
Швидкість обертання зорі дорівнює 180 км/с. Нахил осі обертання відносно кута зору з Землі становить за оцінками 38,1°, що дає азимутальну швидкість вздовж екватора близько 280 км/с. Таке швидке обертання надає зорі виразної форми стисненого сфероїда. Полярний радіус становить десь 84% від екваторіального.
Виходячи з траєкторії руху Дельти Лева, можна припустити, що вона є членом рухомої групи зірок Великої Медведиці. Вік цієї групи становить близько 500 мільйонів років.